# Digitaria breviglumis
Digitaria breviglumis är en gräsart som först beskrevs av Karel Domin, och fick sitt nu gällande namn av Johannes Jan Theodoor Henrard. Digitaria breviglumis ingår i släktet fingerhirser, och familjen gräs. Inga underarter finns listade i Catalogue of Life.